# Ситно (гмина)
Ситно (пол. Sitno) — сельская гмина (волость) в Польше, входит как административная единица в Замойский повет, Люблинское воеводство. Административный центр гмины — деревня Ситно (Замойский повет). Население на 2004 год — 6775 человек. В состав гмины входят деревни Божи-Дар, Вулька-Горишовська, Карп, Колония-Ситно, Корнелювка, Корнелювка-Колония, Роздоли, Ситно, Стабрув, Станиславка, Хорышув-Нова-Колония, Хорышув-Польски, Хорышув-Стара-Колония, Чесники, Чесьники-Колония, Чолки, Янувка, Ярославець.

## Соседние гмины
1. Гмина Грабовец
2. Гмина Комарув-Осада
3. Гмина Лабуне
4. Гмина Мёнчин
5. Гмина Скербешув
6. Гмина Замость
7. Замость